# Zenon Kryński
Zenon Kryński (ur. 7 listopada 1910 w Łodzi, zm. ?) – polski działacz komunistyczny i partyjny, w latach 1952–1953 przewodniczący Prezydium Wojewódzkiej Rady Narodowej w Lublinie.

## Życiorys
Syn Teofila i Stanisławy. Działał w Komunistycznym Związku Młodzieży Polskiej, od 1926 należał do Komunistycznej Partii Polski. Od 1944 członek Polskiej Partii Robotniczej, następnie Polskiej Zjednoczonej Partii Robotniczej. Należał do egzekutywy Komitetów Wojewódzkich PPR i PZPR w Łodzi, na początku lat 50. był wiceprzewodniczącym Prezydium Wojewódzkiej Rady Narodowej w Łodzi. Od 1952 do 1953 członek Komitetu Wojewódzkiego PZPR w Lublinie, zasiadał także w jego egzekutywie. Wchodził w skład Wojewódzkiej Rady Narodowej w Lublinie, od 17 lutego 1952 do 6 lutego 1953 przewodniczył jej Prezydium.